# Tmesisternus albovittatus
Tmesisternus albovittatus är en skalbaggsart som beskrevs av Stefan von Breuning 1939. Tmesisternus albovittatus ingår i släktet Tmesisternus och familjen långhorningar.
Artens utbredningsområde är Irian Jaya. Inga underarter finns listade i Catalogue of Life.